# Europa Passage
Die Europa Passage ist ein Einkaufszentrum in der Hamburger Innenstadt zwischen Jungfernstieg und Mönckebergstraße. Sie wurde am 5. Oktober 2006 eröffnet. Auf fünf Geschossebenen und einer Länge von 160 Metern ist Platz für etwa 120 Geschäfte mit 30.000 m². Inklusive der Büro- und Parkgeschosse kommt man auf 16 Etagen. Oberhalb der Einkaufspassage befinden sich Büroflächen. In den Bau wurden etwa 430 Millionen Euro investiert.
Der Eigentümer ist die Alida Grundstücksgesellschaft mbH & Co KG. Deren Gesellschafter sind die Allianz Lebensversicherungs-AG, die HSH Nordbank AG und die Allianz Immobilien GmbH. Betreiber ist die ECE Projektmanagement G.m.b.H. & Co. KG, Hamburg.

## Architektur und Bau
Die Europa Passage wurde von Hadi Teherani vom Hamburger Architekturbüro Bothe Richter Teherani entworfen. Die Westfassade in Richtung Jungfernstieg besteht aus schlichtem Naturstein und soll sich in die umliegende alte Architektur eingliedern. Die Tragwerksplanung und die Baugrubenplanung erfolgte durch das Hamburger Ingenieurbüro Dr. Binnewies. Auf einer Länge von 160 Metern wurden im Abstand von 8,1 Metern 21 Mallbögen aufgestellt, die als Träger für die oberen Stockwerke dienen. Damit die umliegenden Gebäude nicht gefährdet wurden, wurde die 6-stöckige Tiefgarage in Deckelbauweise errichtet.
Aufgrund der Geländesteigung muss man aus Richtung Ballindamm eine Ebene nach oben gehen, wenn man an der Mönckebergstraße die Europa Passage verlassen möchte. Eigens für das Einkaufszentrum wurden weite Tunnelbereiche unter dem Ballindamm für den S- und U-Bahnhof Jungfernstieg komplett umgebaut. So gibt es die Möglichkeit, vom Bahnhof direkt in die unterste der fünf Verkaufsebenen zu gelangen. Auf der Mönckebergstraßen-Seite gelangt man direkt zu Karstadt Mö sowie zu einem Eingang des U-Bahnhofs Rathaus. Dieser Zugangsbereich ist mit einem Glasdach versehen, welches sich auf Höhe der Dachgeschosszone befindet.
Eine Besonderheit ist die Filiale des Drogerie-Unternehmens Budnikowsky: Ein Filialteil befindet sich in der Ballindamm-Zugangsebene und reicht mittels einer Treppe hinauf in ein angrenzendes Gebäude an der Bergstraße, wo sich das ursprüngliche Ladengeschäft befand und jetzt nahtlos mit diesem verbunden ist. Die Treppenanlage (mit Rolltreppen) verfügt über eine technisch bemerkenswerte Einrichtung zum Transport der Einkaufswagen. Diese Anlage ist einem Schrägaufzug nicht unähnlich, nur dass eine Art Fahrkorb fehlt: Der Einkaufswagen wird mittels Kettenzügen und Schienen in waagerechter Position transportiert.
Mit dem Bau der Europa Passage ist die Paulstraße im ursprünglichen Sinne aus dem Stadtbild verschwunden. Dennoch wird der Straßenname auf amtlichen Karten erwähnt, genauso wie einige der von der Europa Passage in die Büroebenen führenden Türen die Adresse „Paulstraße“ tragen. Desgleichen wurde die Hermannstraße geteilt und ist nicht mehr durchgehend befahrbar. Fußgänger müssen das Shopping Center im rechten Winkel durchqueren.
Für die Europa Passage wurden mehrere, unter Denkmalschutz stehende Gebäude abgerissen, darunter auch das von dem Architekten George Radel 1909–1913 am Ballindamm erbaute „Europahaus“, dessen Name von dem einst mondänen „Hotel de l'Europe“ abgeleitet war, das an gleicher Stelle 1846 eröffnet worden war, und das historisch wertvolle Eckhaus Ecke Paul- und Hermannstraße, entworfen vom Architekten Martin Haller.

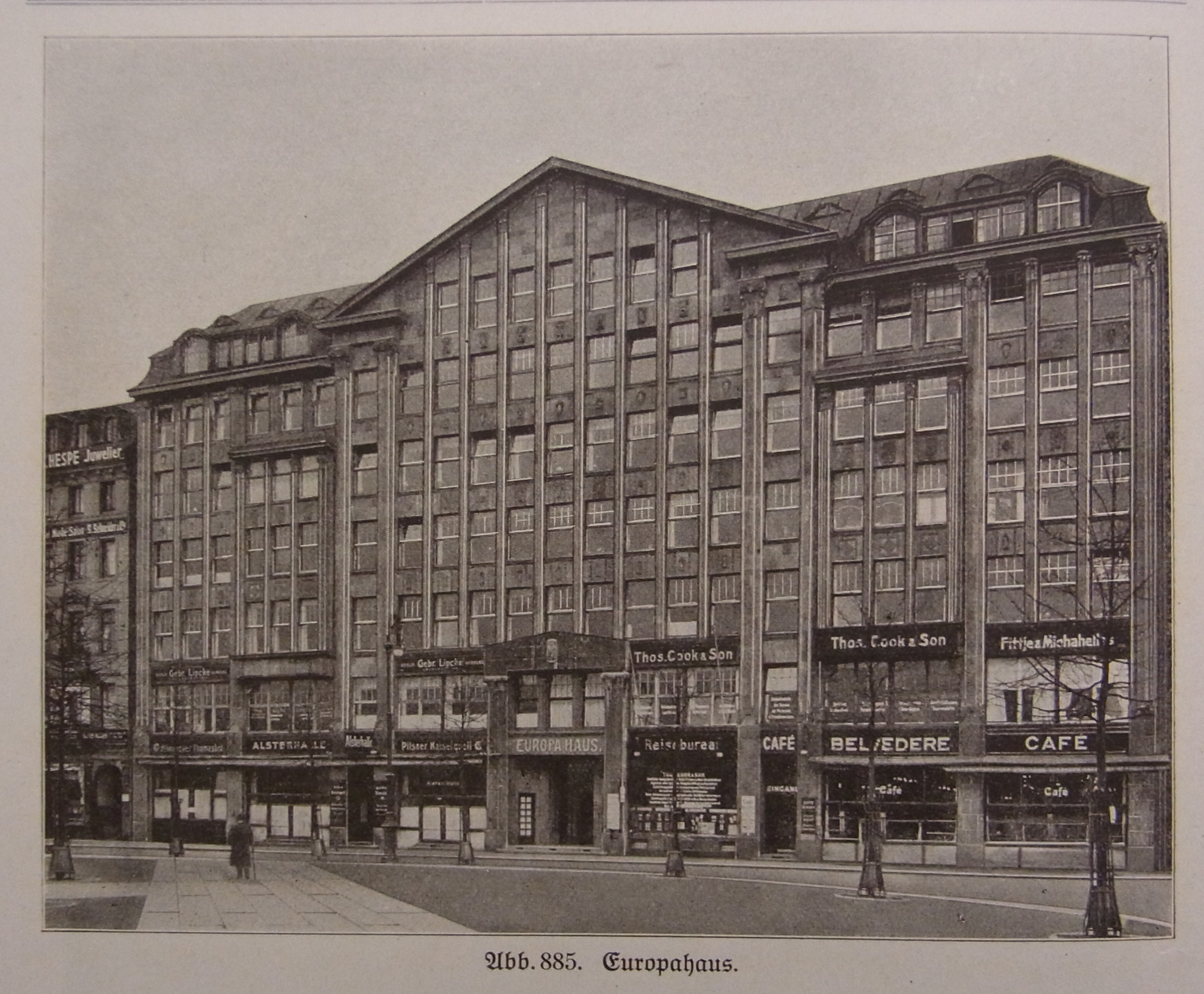
Das alte Europahaus (1914)
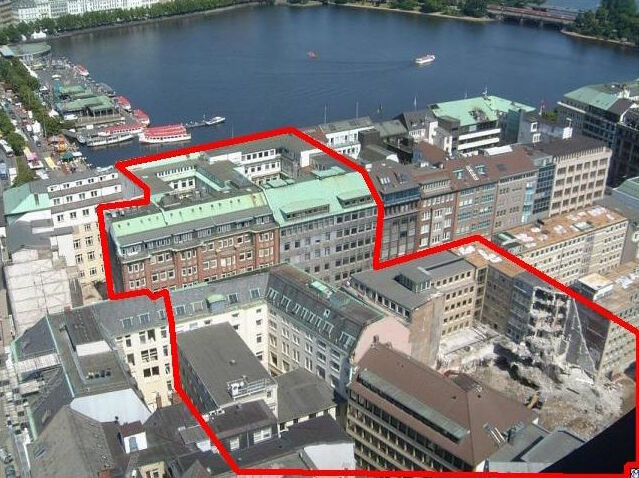
Die betroffenen Grundstücke
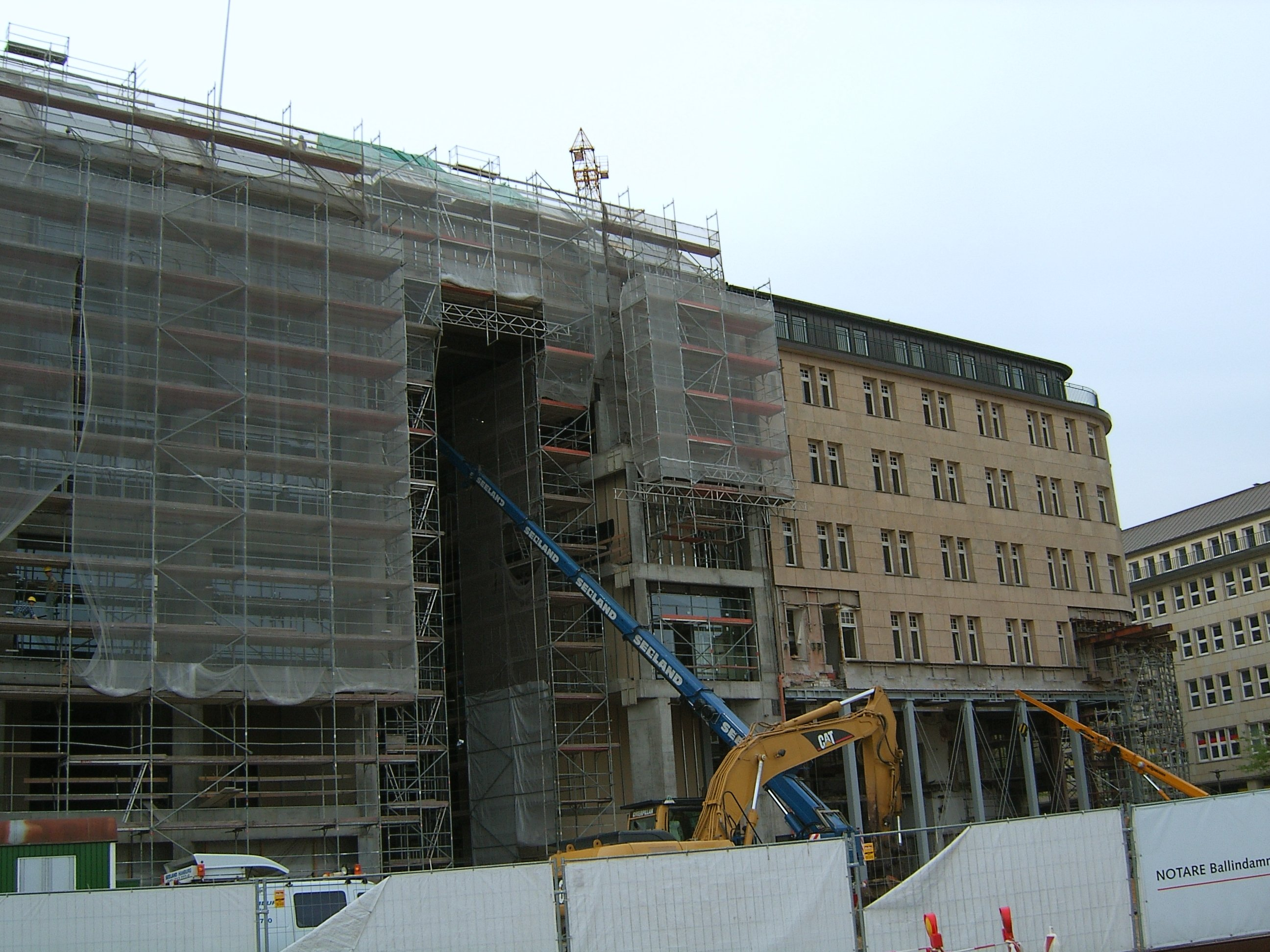
Die Baustelle des neuen Einkaufszentrums
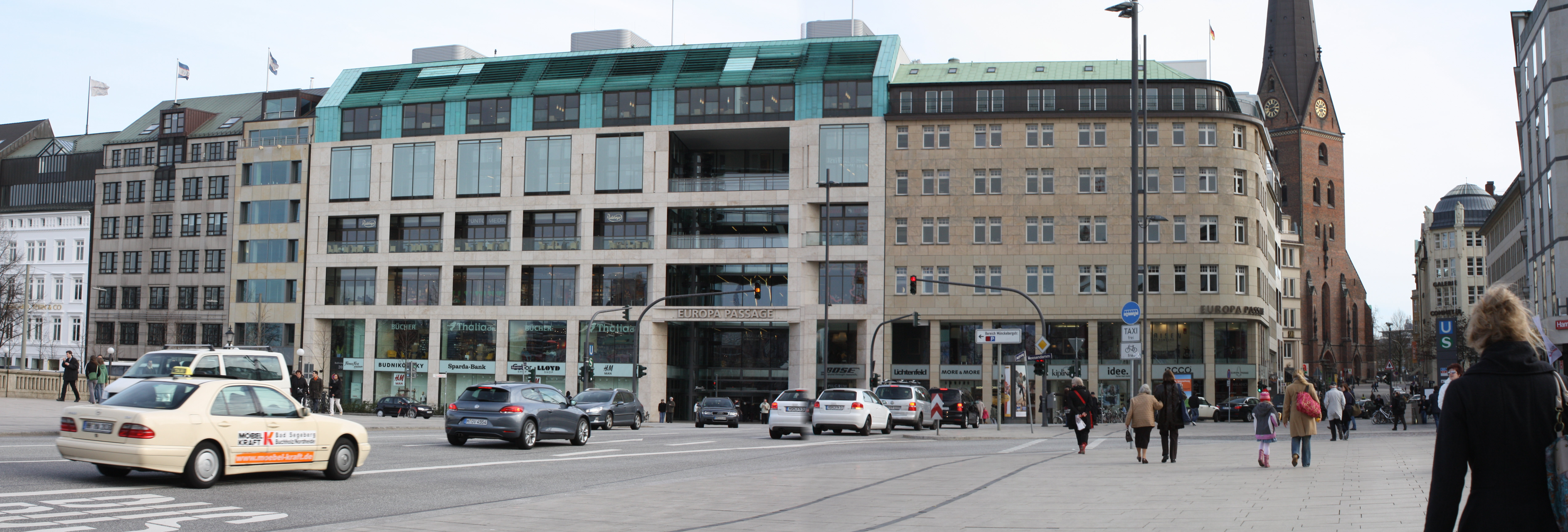
Das neue Panorama am Ballindamm